# Montenegro en los Juegos Olímpicos
Montenegro en los Juegos Olímpicos está representado por el Comité Olímpico Montenegrino, miembro del Comité Olímpico Internacional desde el año 2007. Los deportistas montenegrinos han competido bajo diferentes banderas: de 1920 a 1988 como Yugoslavia, en 1992 con la denominación de Participantes Olímpicos Independientes, de 1996 a 2002 nuevamente como Yugoslavia, y en 2006 como Serbia y Montenegro.
Ha participado en 5 ediciones de los Juegos Olímpicos de Verano, su primera presencia tuvo lugar en Pekín 2008. El país ha obtenido solo una medalla en las ediciones de verano: plata conseguida por el equipo de balonmano femenino en Londres 2012.
En los Juegos Olímpicos de Invierno ha participado en 4 ediciones, siendo Vancouver 2010 su primera aparición en estos Juegos. El país no ha conseguido ninguna medalla en las ediciones de invierno.

## Medalleros

### Por edición
| Evento              | Oro | Plata | Bronce | Total |
| ------------------- | --- | ----- | ------ | ----- |
| Pekín 2008          | 0   | 0     | 0      | 0     |
| Londres 2012        | 0   | 1     | 0      | 1     |
| Río de Janeiro 2016 | 0   | 0     | 0      | 0     |
| Tokio 2020          | 0   | 0     | 0      | 0     |
| París 2024          | 0   | 0     | 0      | 0     |
| TOTAL               | 0   | 1     | 0      | 1     |

| Evento           | Oro | Plata | Bronce | Total |
| ---------------- | --- | ----- | ------ | ----- |
| Vancouver 2010   | 0   | 0     | 0      | 0     |
| Sochi 2014       | 0   | 0     | 0      | 0     |
| Pyeongchang 2018 | 0   | 0     | 0      | 0     |
| Pekín 2022       | 0   | 0     | 0      | 0     |
| TOTAL            | 0   | 0     | 0      | 0     |

### Por deporte
Deportes de verano
| Evento    | Oro | Plata | Bronce | Total |
| --------- | --- | ----- | ------ | ----- |
| Balonmano | 0   | 1     | 0      | 1     |
| TOTAL     | 0   | 1     | 0      | 1     |